# 7253 Nara
7253 Nara este un asteroid din centura principală de asteroizi.

## Descriere
7253 Nara este un asteroid din centura principală de asteroizi. A fost descoperit pe 13 februarie 1993 la Kashihara de Fumiaki Uto. El prezintă o orbită caracterizată de o semiaxă mare de 3,19 ua, o excentricitate de 0,05 și o înclinație de 4,7° în raport cu ecliptica.